# Zungenbelag
Als Zungenbelag (auch „belegte Zunge“) bezeichnet man sichtbare Ablagerungen auf der Zungenschleimhaut.
Der Zungenbelag besteht aus Abbauprodukten von natürlicherweise auf der Schleimhaut vorhandenen Bakterien, welche bereits im Mund beginnen, aufgenommene Nahrung zu verdauen. 
Besonders starker Zungenbelag kann verschiedene Ursachen haben:
- mangelnde Mundhygiene, wodurch mehr Speisereste länger im Mund verbleiben
- Begleitsymptom bei Allgemeinerkrankungen, welche die Bakterienaktivität erhöht
- mangelnden mechanischen Abrieb der Zunge
- Infektionen der Zungenschleimhaut
- Xerostomie (Mundtrockenheit)
- Medikamente

Zur mechanischen Beseitigung von Zungenbelag existieren Zungenschaber und Zungenbürste.